# Ambasmestas
Ambasmestas est une des localités de la commune espagnole (municipio) de Vega de Valcarce, dans la comarque de El Bierzo, province de León, communauté autonome de Castille-et-León, au nord-ouest de l'Espagne.
Cette localité est une halte sur le Camino francés du Pèlerinage de Saint-Jacques-de-Compostelle.

## Géographie

### Localités voisines
| Samprón et Ransinde (municipio de Vega de Valcarce)          | Moñón (municipio de Vega de Valcarce) et Quintela (municipio de Balboa) | Villar de Acero (municipio de Villafranca del Bierzo)  |
| Vega de Valcarce (chef-lieu) (municipio de Vega de Valcarce) | Nom ?                                                                   | La Portela de Valcarce (municipio de Vega de Valcarce) |
| Villasinde (municipio de Vega de Valcarce)                   | Pico do Souto (sommet) (municipio de Vega de Valcarce)                  | Sud-est Sotogayoso (municipio de Trabadelo)            |

## Démographie
La localité compte 46 habitants.

## Culture et patrimoine

### Pèlerinage de Compostelle
Par le Camino francés du Pèlerinage de Saint-Jacques-de-Compostelle, le chemin vient de la localité de La Portela de Valcarce, dans le municipio de Vega de Valcarce.
La prochaine halte est la localité de Vega de Valcarce, chef-lieu du municipio du même nom.

## Sources et références
: source principale
- (es) Cet article est partiellement ou en totalité issu de l’article de Wikipédia en espagnol intitulé « Ambasmestas » (voir la liste des auteurs).
- (fr) Grégoire, J.-Y. & Laborde-Balen, L. , « Le Chemin de Saint-Jacques en Espagne - De Saint-Jean-Pied-de-Port à Compostelle - Guide pratique du pèlerin », Rando Éditions, mars 2006,  (ISBN 2-84182-224-9)
- (fr)« Camino de Santiago St-Jean-Pied-de-Port - Santiago de Compostela », Michelin et Cie, Manufacture Française des Pneumatiques Michelin, Paris, 2009,  (ISBN 978-2-06-714805-5)
- (fr)« Le Chemin de Saint-Jacques Carte Routière », Junta de Castilla y León, Editorial

1. ↑  www.correos.es Consulta códigos postales - Búsqueda por localidad.
2. ↑  (es) internotes.cajaespana.es Caja España - Datos Económicos y Sociales de las Unidades Territoriales de España - Ficha de municipio 2012 : Vega de Valcarce.